# Jürgen Raab
Jürgen Raab (* 20. Dezember 1958 in Triebes) ist ein ehemaliger deutscher Fußballspieler, der beim FC Carl Zeiss Jena in der DDR-Oberliga und der 2. Bundesliga aktiv war. 1995 begann er als Fußballtrainer zu arbeiten und beendete seine Karriere 2025.

## Sportliche Laufbahn

### BSG-, Club- und Vereinsstationen
Raab wurde 1975 als Abiturient von seiner ersten Sportgemeinschaft, der Betriebssportgemeinschaft Einheit Triebes, zum regionalen Fußballschwerpunkt, dem FC Carl Zeiss Jena, delegiert. Nach Einsätzen in der DDR-Juniorenoberliga wurde er bereits ein Jahr später im Alter von 17 Jahren für das Aufgebot der 1. Mannschaft nominiert, die in der DDR-Oberliga spielte. Am 11. Spieltag der Saison 1976/77 bestritt er sein erstes Oberligaspiel. In der Begegnung FC Hansa Rostock gegen FC Carl Zeiss (1:2) wurde er in der 75. Minute eingewechselt. Weitere drei Kurzeinsätze kamen am Saisonende hinzu. Auch in der Saison 1977/78 blieb Raab noch Ersatzspieler, kam aber bereits in 18 Oberligapunktspielen zum Einsatz, abwechselnd im Angriff und im Mittelfeld. 1978/79 schaffte er den Sprung zum Stammspieler. Als Mittelstürmer absolvierte er alle 26 Punktspiele in der Oberliga und wurde mit zehn Toren Jenas treffsicherster Spieler.
Insgesamt schaffte es der 1,82 m große Raab, in neun Spielzeiten Torschützenkönig des FC Carl Zeiss zu werden, obwohl er ab 1985 als Mittelfeldspieler eingesetzt wurde. Seine meisten Punktspieltore schoss er 1985/86, als er mit zwölf Treffern auf Platz zwei der DDR-Torschützenliste landete. Von schweren Verletzungen verschont, bestritt er von 1978 bis 1992 jeweils fast alle Saison-Punktspiele. Mit seinen 342 Oberligaspielen steht Raab hinter den Ducke-Brüdern auf Platz drei in Jenas Rekordliste. Seine 114 Oberligatore brachten ihm ebenfalls Rang drei in der Jenaer Torschützenliste hinter Peter Ducke (153) und Eberhard Vogel (118) ein. Während Raab in der DDR-Meisterschaft nur mit der Vizemeisterschaft 1981 das beste Ergebnis erreichte, 1980 gelang ihm mit dem FC Carl Zeiss der Gewinn des DDR-Fußballpokals. Beim 3:1-Sieg am 11. Mai 1980 über den FC Rot-Weiß Erfurt schoss er in der 81. den zwischenzeitlichen 1:1-Ausgleichstreffer. Höhepunkt seiner 31 Europapokalspiele war das Endspiel um den Europapokal der Pokalsieger am 13. Mai 1981 in Düsseldorf gegen Dynamo Tiflis. Jena verlor allerdings mit 1:2.
Die letzte DDR-Oberliga-Saison 1990/91 beendete der FC Carl Zeiss als Tabellensechster und qualifizierte sich damit für die 2. Bundesliga. Raab war mit sieben Toren erneut bester Angreifer der Jenaer Mannschaft und hatte mit 24 Punktspieleinsätzen wesentlichen Anteil an der Qualifikation. Auch in der Saison 1991/92 der 2. Bundesliga gehörte Raab zum Spielerstamm und absolvierte im Mittelfeld 30 der 33 ausgetragenen Punktspiele. Auch in den ersten vier Zweitligaspielen der Saison 1992/93 stand Raab im Team der Jenaer. Unerwartet wurde aber der 4. Spieltag zum letzten Spiel in Raabs Laufbahn als Leistungssportler. In der 45. Minute hatte er noch das 2:0 gegen den VfL Osnabrück erzielt, doch nach der Pause konnte er wegen Herzrhythmusstörungen nicht mehr antreten. Die anschließend diagnostizierte Herzkrankheit beendete abrupt Raabs Spielerkarriere.

### Auswahleinsätze
Bereits im Juniorenalter war Raab Auswahlspieler. 1976 wurde er in den Kader der DDR-Juniorennationalmannschaft aufgenommen. Sein erstes Juniorenländerspiel bestritt er am 16. April 1976 in der Begegnung Polen gegen DDR (1:3). Er wurde in der 70. Minute für Axel Schulz eingewechselt. Bereits zwei Tage später erzielte er gegen den gleichen Gegner beim 2:0-Sieg seinen ersten Treffer im Auswahldress. Bis April 1977 kam Raab auf insgesamt 20 Juniorenländerspiele, in denen ihm vier Tore gelangen. Bei den Jugendwettkämpfen der Freundschaft 1976 in Bulgarien belegte er mit der von Jörg Berger und Werner Basel betreuten U-18 der DDR den 8. Platz.
Anschließend wurde er in die Nachwuchsnationalmannschaft übernommen. Mit ihr absolvierte er 24 Länderspiele und kam dabei zu sechs Torerfolgen. 1980 erreichte Raab mit dem DDR-Nachwuchs das Finale um die U-21-Europameisterschaft gegen die Sowjetunion, die DDR wurde nach einem 0:0-Remis und einer 0:1-Niederlage Vizeeuropameister. In beiden Spielen war Raab als Mittelstürmer aufgeboten worden. Im September 1980 lief er in einem Testspiel der B-Nationalmannschaft des DFV in Bautzen gegen Polen (2:2) auf.
Zwei Jahre später gehörte der 23-jährige Raab bereits zum Kreis der A-Nationalspieler. Sein Debüt in der A-Nationalmannschaft gab er am 10. Februar 1982 im Freundschaftsspiel Griechenland gegen DDR (0:1), als er in der 74. Minute für Joachim Streich eingewechselt wurde. Sein erstes A-Länderspieltor erzielte Raab am 16. Februar 1984 erneut gegen Griechenland beim 3:1-Sieg der DDR. Es war auch sein erstes Spiel in der A-Auswahl, das er über die volle Spielzeit bestritt. Raab kam jedoch nie über den Status eines Ersatzspielers hinaus und wurde zwischenzeitlich von Coach Bernd Stange ausgebootet. Von seinen 20 A-Länderspielen, die er bis Herbst 1988 bestritt, war er nur siebenmal von Anfang bis Ende dabei. In den 23 ausgetragenen Länderspielen der Jahre 1985 und 1986 wurde er überhaupt nicht eingesetzt. Sein letztes A-Länderspiel fand am 19. Oktober 1988 in Ost-Berlin statt. Im WM-Qualifikationsspiel DDR gegen Island (2:0) spielte er über 90 Minuten im rechten Mittelfeld. Von den 24 Qualifikationsbegegnungen der DDR für Welt- und Europameisterschaften im Zeitraum seiner Länderspielkarriere bestritt der Jenaer lediglich sechs Spiele. Das bedeutendste war das EM-Qualifikationsspiel DDR gegen Sowjetunion am 10. Oktober 1987. Beim 1:1 in Ost-Berlin spielte Raab 84 Minuten als zentraler Mittelfeldspieler, bis Ralf Minge ihn ersetzte.
Da Raab erst Ende 1988, in seinem letzten Auftritt in der A-Auswahl, erstmals in einem Qualifikations- oder Endrundenspiel der FIFA-Weltmeisterschaft, in jenen Jahren das Ausschlusskriterium für die Teilnahme an olympischen Fußballturnieren, mitwirkte, blieb er Mitte und Ende der 1980er-Jahre für die Olympiaauswahl der DDR spielberechtigt. Seine 28 Partien (sieben Tore) in dieser Mannschaft werden nur von Hans Richter (31), Damian Halata (30) und Harald Mothes (29) übertroffen. Nach der erfolgreichen Qualifikation für Los Angeles 1984, die aber aufgrund des Boykotts vieler sozialistischer Länder zu keiner Teilnahme führte, verpasste die DDR-Elf den Sprung nach Seoul 1988 in der europäischen Vorausscheidung.

## Trainerlaufbahn
Noch während seiner Zeit als Fußballspieler hatte Raab das Sportlehrer-Diplom erworben. Sein erster Verein als Trainer war der VfB Pößneck, wo er vom Januar 1995 bis Juli 1997 tätig war und den Verein von der Landesklasse in die Thüringenliga führte. Am 18. Juli 1997 übernahm Raab den Trainerposten beim Regionalligisten FC Rot-Weiß Erfurt, mit dem er 1998 den Thüringenpokal gewann. Am 25. April 2000 wurde er in Erfurt entlassen, da die Vereinsführung die Qualifikation zur neuen zweigleisigen Regionalliga in Gefahr sah.
Im Jahr 2000 war Jürgen Raab kurzzeitig Co-Trainer unter Jörg Berger bei Bursaspor. Ab Mai 2001 trainierte er den FC Sachsen Leipzig, mit dem er 2003 den Aufstieg in die Regionalliga schaffte. Nach einem schlechten Saisonstart wurde er jedoch im September 2003 entlassen. Sein Nachfolger Harry Pleß hatte ebenso wenig Erfolg und wurde im April 2004 wieder entlassen. Da Jürgen Raab ohnehin noch auf der Gehaltsliste des Vereins stand, übernahm er das Traineramt bei den Leipzigern erneut. Nach nur fünf Wochen im Amt wurde er allerdings erneut entlassen. Im November 2005 begann Jürgen Raab als Co-Trainer von Hans Meyer beim 1. FC Nürnberg. Der größte Erfolg in dieser Zeit war der DFB-Pokalsieg 2007. Wegen anhaltendem Misserfolg in der Saison 2007/2008 endete sein Engagement dort am 11. Februar 2008. Am 19. Oktober 2008 wurde Raab Co-Trainer unter Hans Meyer bei Borussia Mönchengladbach. Ab 2009 wurde Raab als Talentespäher eingesetzt.
Am 1. Juni 2010 wurde Raab als Cheftrainer beim FC Carl Zeiss Jena und Nachfolger von René van Eck vorgestellt. Er erhielt einen bis 30. Juni 2011 laufenden Vertrag. Am 6. Oktober 2010 wurde Raab jedoch aufgrund des schlechten Saisonstarts von seinen Aufgaben freigestellt.
Im Januar 2011 übernahm Raab das Traineramt beim Verbandsligisten FC Einheit Rudolstadt, wo er bereits in der Rückrunde 2009/10 als sportlicher Leiter tätig war.
Von Juli 2011 bis Juni 2013 war er für den sächsischen Klub SSV Markranstädt tätig. 2012 gelang ihm mit dem SSV der Wiederaufstieg in die Oberliga Nordost. Im Oktober 2014 unterschrieb er einen Vertrag mit der Football Association of Singapore, als Trainer der U-23. Nachdem er die Qualifikation für die Olympischen Sommerspiele 2016 in Brasilien verpasst hatte, wurde er Vereinstrainer der Young Lions. Am 14. Januar 2016 kehrte er nach Deutschland zurück und wurde Trainer des FSV Grün-Weiß Stadtroda, wo er seinen Sohn Andy als Trainer ablöste. Neben seiner Trainer-Tätigkeit agiert Raab als Scout des Zweitligisten 1. FC Nürnberg. Im Januar 2017 ging Raab erneut nach Singapur und unterschrieb beim S.-League-Verein Tampines Rovers einen Dreijahresvertrag als Cheftrainer. Das Engagement endete aber 2018.
Seit Anfang Mai 2022 fungiert Raab als Berater beim VfB Pößneck und übernahm dort am 1. Juli 2022 das Traineramt mit Veit Wohlfahrt. Zu Saisonende 2025 trat er als Trainer in Pößneck zurück und beendete seine langjährige Trainerkarriere.